# Quintanilla (Álava)
Quintanilla es un concejo del municipio de Valdegovía, en la provincia de Álava, País Vasco (España).

## Localización
Quintanilla se encuentra a 13 kilómetros de la localidad burgalesa de Valpuesta y a 20 kilómetros de Espejo, la localidad más importante del municipio. Asimismo, se sitúa a 39 kilómetros de Miranda de Ebro y a 58 kilómetros de Vitoria.

## Geografía
El concejo está situado en una ladera junto a un barranco por el cual circula un pequeño riachuelo, gozando de amplias vistas.

## Demografía
| Gráfica de evolución demográfica de Quintanilla entre 2000 y 2017 |
|                                                                   |
| Población de derecho según los censos de población del INE.       |

## Monumentos
- Iglesia Parroquial de San Julián y Santa Basilia. La iglesia, que aparece de manera altiva por la esbelta figura de la torre que descansa a los pies del templo, posee planta rectangular y una sola nave. La torre de planta rectangular, fue construida en el año 1801, con el cuerpo superior ocupado por el tradicional campanario en el que reza otra fecha 1985.
- Ermita de Nuestra Señora del Olmo. Al norte del templo parroquial, a nivel superior, se presenta la ermita, denominada del Olmo por haberse encontrado la imagen en lo alto de un olmo. Es de planta rectangular y fue edificada o restaurada en el año 1779. La portada se obra en arco de medio punto de buen dovelaje. El muro de cabecera es coronado por recogida espadaña de un solo hueco en el que se aloja una campana.
- Casa-Torre de Quintanilla, de planta recta.
- Cuevas
- Lavadero